# União Comunista para a Reconstituição do Partido (Marxista-Leninista)
A União Comunista para a Reconstituição do Partido (Marxista-Leninista) - UCRP(ml) foi uma organização marxista-leninista fundada em 1975 em Portugal, na Madeira, liderado por Afonso Gonçalves da Rocha. A UCRP(ml) foi fundada após uma cisão da Organização Comunista Marxista-Leninista Portuguesa (OCMLP).
A UCRP(ml) publicava o jornal O Comunista. 
Em 1978 a UCRP(ml) fundou o Partido Comunista (Marxista-Leninista) Português - PC(ml) P.